# Gustav Joseph (Kaufmann)
Gustav Joseph (* 12. Mai 1901 in Nürnberg; † 25. Juli 1995 ebenda) war ein deutscher Kaufmann.
Joseph besuchte die Volksschule und die kaufmännische Fortbildungsschule und machte die Kaufmannslehren. 1922 wurde er zum Sekretär der Gartenstadt Nürnberg berufen, später wechselte er in das genossenschaftliche Zentralunternehmen für Baustoffproduktion, wo er zuletzt Geschäftsführer war. Daraufhin leitete er die Dachorganisation der Nürnberg-Fürther Baugenossenschaft. 1933 wurde er in Schutzhaft genommen, in Frankreich musste er Zwangsarbeit leisten. Er war Soldat im Zweiten Weltkrieg, bis er in französische Kriegsgefangenschaft genommen wurde, aus der man ihn 1946 wieder entließ. Nach dem Krieg wurde er Vorsitzender der neu gegründeten Vereinigung Nürnberg-Fürther Baugenossenschaften. Später leitete er die Baustoffzentralgesellschaften der gemeinnützigen Wohnungsunternehmen Nordbayerns und gehörte dem Vorstand des Verbands bayerischer Wohnungsunternehmen in München an. Von 1947 bis 1958 war er Mitglied des Bayerischen Senats, ehe er in den Vorstand der Wohnungsbauförderungsanstalt des Landes Nordrhein-Westfalen berufen wurde, der er bis 1964 angehörte.